# キーリン・バッカス
キーリン・バッカス（英語: Kearyn Baccus、1991年9月5日 - ）は、オーストラリアと南アフリカ共和国のサッカー選手。ポジションはMF。

## クラブ歴
2008年にシドニーFCの下部組織に加入。2010年にル・マンFCに移籍した。
2012年にはローブル・シエーナ移籍が囁かれたが、パース・グローリーFCに加入。しかし適応出来なかった上に怪我まで重なり、出場は無かった。そのため、2部のブラックタウン・シティFCに移籍した。
2014年11月6日、ウェスタン・シドニー・ワンダラーズFCに怪我人代替契約で加入、その後本契約に漕ぎ付けた。
2018年10月にメルボルン・シティFCに怪我人代替契約で加入。
2019年7月5日にカイザー・チーフスFCに3年契約で移籍した。
2022年7月6日にマッカーサーFCに加入した。

## 代表歴
オーストラリア代表として年代別代表での出場歴がある。

## 私生活
ダーバンに生まれたが、シドニーに移住した。
弟のキアヌ・バッカスもサッカー選手。